# Флоранс Баверель-Робер
Флора́нс Бавере́ль-Робе́р (фр. Florence Baverel-Robert, при народженні Бавере́ль; 24 травня 1974) — французька біатлоністка, олімпійська чемпіонка.
Золоту олімпійську медаль і звання олімпійської чемпіонки Флоранс Баверель-Робер виборола на Туринській олімпіаді у спринті на 7,5 км. На тій же Олімпіаді вона стала бронзовою медалісткою разом із подругами зі збірної Франції в естафетній гонці.
У Кубку світу найкращим для Флоранс став сезон 2006/2007, який вона завершила на п'ятому місці в загальному заліку. Після цього сезону спортсменка оголосила про завершення кар'єри в біатлоні.
Флоранс Баверель-Робер кавалер ордену Почесного легіону

## Статистика
У таблиці наведено статистику виступів біатлоніста в Кубку світу.
- Місця 1–3: кількість подіумів
- Чільна 10: кількість фінішів у першій десятці
- В очках: кількість виступів, на яких біатлоніст здобував очки
- Старти: кількість стартів

| Місця     | Індивід. | Спринт | Персьют | Мас-старт | Естафета | Разом |
| --------- | -------- | ------ | ------- | --------- | -------- | ----- |
| 1         |          | 1      |         |           | 4        | 5     |
| 2         | 4        | 2      | 1       |           | 6        | 13    |
| 3         | 2        | 3      | 1       |           | 7        | 13    |
| Чільна 10 | 18       | 23     | 19      | 8         | 38       | 106   |
| В очках   | 33       | 60     | 47      | 20        | 38       | 198   |
| Стартів   | 46       | 93     | 58      | 21        | 38       | 256   |